# ララ・トランプ
ララ・リー・トランプ（Lara Lea Trump, 1982年10月12日 - ）は、元テレビプロデューサーであり2024年から共和党全国委員会共同委員長を務めている。第45代アメリカ合衆国大統領のドナルド・トランプの次男のエリック・トランプの妻であり、2子をもうけている。彼女はトランプ・プロダクションの『Real News Update』のプロデューサー兼ホスト、『Inside Edition』の元プロデューサーである。

## 生い立ちと教育
ララ・ユナスカ（Lara Yunaska）は1982年10月12日にノースカロライナ州ウィルミントンでロバート・ルーク・ユナスカ（Robert Luke Yunaska）とリンダ・アン・サイクス（Linda Ann Sykes）の間に生まれた。弟のカイル・ロバート・ユナスカ（Kyle Robert Yunaska）がいる。エムズリー・A・レイニー高校に通った後、ノースカロライナ州立大学でコミュニケーションの学士号を取得してクム・ラウデ（成績上位15%程度）で卒業する、またニューヨークのフレンチ・キュリナリー・インスティテュートでも学んだ。

## キャリア
2012年から2016年までテレビニュースマガジンの『Inside Edition』でストーリーコーディネーター兼プロデューサーを務めた。

### ドナルド・トランプの大統領選挙運動と政権下での言動
義父のドナルド・トランプの2016年大統領選挙運動期間中、ララは『トランプ＝ペンス・ウィメンズ・エンパワーメント・ツアー』を主導し、またブラッド・パースケールのジャイルズ＝パースケール・カンパニーのためにトランプ・タワーの連絡係を務めていた。義父の当選後、ララは彼のオンラインプロデューサー兼募金活動員となった。
2019年4月、2015年欧州難民危機の際に難民を受け入れたドイツ首相のアンゲラ・メルケルの決断について「ドイツの崩壊。ドイツで発生した中で最悪の事態の1つ」と述べた。
ララは2020年のトランプ再選運動の際はパースケールの上級コンサルタントを務めた。再選運動においてパースケールの個人企業であるパースケール・ストラテジーを通じて彼女には年間18万ドルが支払われた。ララは遊説の代理人であり、幅広い助言的役割を果たした。また反ムスリムの極右陰謀論者のローラ・ルーマーと共に運動を行った。
2024年3月8日、共和党全国委員会の共同委員長に選出された。同時に、委員長には義父が推薦したマイケル・ワトリーが選出された。

## 私生活
2014年11月8日、ララは6年間の交際を経てエリック・トランプと結婚し、フロリダ州パームビーチにあるドナルド・トランプのマー・ア・ラゴで挙式を行った。2017年9月12日、夫婦の初めての子供であるエリック・"ルーク"・トランプ（Eric "Luke" Trump）が生まれた。2019年8月19日、2人目の子供であるキャロライナ・ドロシー・トランプ（Carolina Dorothy Trump）が生まれた。2010年の7月のプレイメイトのシャナ・マリー・マクラフリン。（Shanna Marie McLaughlin、現在はShanna Marie cain）と親交がある。